# Angelo Pavia
Angelo Pavia (Venezia, 23 febbraio 1858 – Roma, 26 maggio 1933) è stato un avvocato e politico italiano.

## Biografia
Avvocato a Milano, città dove si stabilisce subito dopo la laurea, dalla specializzazione nel penale passa dopo qualche tempo al civile e commerciale, affermandosi come legale delle prime cooperative socialiste. Consigliere comunale e provinciale a Varese, nel 1893 viene eletto per la prima volta deputato nel collegio di Soresina, confermato per sei volte nello stesso e la settima a Varese. Il 23 novembre 1908 è iniziato in Massoneria nella Loggia Quinto Curzio di Cremona e lo stesso giorno è fatto Maestro massone. Sostenitore di Giovanni Giolitti è stato sottosegretario al Tesoro nel governo Luzzatti e nel quarto governo Giolitti, commissario italiano per l'esposizione universale di Saint Louis ed ha presieduto a Marienwerder la commissione di armistizio. Nominato senatore a vita nel 1920.
Muore nel 1933 ed è sepolto nel cimitero di Induno Olona, accanto al figlio Gianni.